# 荜茇酰胺
荜茇酰胺（也译为荜茇宁）是一种含氮有机化合物，化学式C16H19NO3，属于酰胺類生物鹼，存在于荜茇（Piper longum）等植物中。